# Мейтус, Юлий Сергеевич
Ю́лий Серге́евич Ме́йтус (укр. Юлій Сергійович Мейтус; 1903—1997) — украинский композитор. Народный артист Украинской ССР (1973), лауреат Сталинской премии второй степени (1951).

## Биография
Родился 15 (28) января 1903 года в Елисаветграде (ныне — Кропивницкий) в еврейской семье.
В 1919 году окончил музыкальную школу по классу фортепиано у Г. В. Нейгауза.
В 1931 окончил Харьковский музыкально-драматический институт по классу композиции С. С. Богатырёва.
В годы Великой Отечественной войны находился в эвакуации в Туркменской ССР. Член КПСС с 1954 года.
Ю. С. Мейтус — автор восемнадцати опер, симфонических, вокальных произведений, музыки к фильмам.
Ю. С. Мейтус скончался 2 апреля 1997 года в Киеве, похоронен на Байковом кладбище.
В Кропивницком существует его музей.

### Личная жизнь
- Жена — Александра Ивановна Васильева (1916—2004), актриса Театра им. И. Франко.
  - сын — Владимир Юльевич Мейтус (род. 1937), доктор физико-математических наук[4].
    - внук — Виктор Владимирович Мейтус (род. 1973), кандидат философских наук.

## Творчество

### Оперы
- «Абадан» (1943),
- «Молодая гвардия» (1947)
- «Украденное счастье» (1960)
- «Братья Ульяновы» (1967), премьера в Уфе (первая редакция), постановка в театре имени Абая в Алма-Ате (1970)[5] и в оперной студии Московской консерватории[6]
- «Ярослав Мудрый» (1973)
- «Рихард Зорге» (1976)
- «Иван Грозный» (1983)

### Для оркестра
- Сюита № 1 (на укр. темы, 1928)
- Сюита № 2 («На Днепрострое», 1929)
- Сюита № 3 (посв. освобождению Западной Украины, 1939)
- Сюита № 4 (посв. XXV годовщине Великого Октября, 1942)
- Сюита № 5 (на укр. темы, 1944)
- Туркменская симфония (1946)
- Поэма «Дорогами славы» (1945)
- Поэма «Памяти Айдогды Тахирова» (1948)
- Увертюра «К воссоединению Украины с Россией» (1954)

### Музыка к фильмам
1. 1928 — Ночной извозчик
2. 1932 — Иван
3. 1934 — Казнь
4. 1935 — Кондуит
5. 1936 — Застава у Чёртова брода
6. 1938 — Старая крепость
7. 1940 — Семнадцатилетние
8. 1940 — Макар Нечай
9. 1942 — Боевой киносборник № 9
10. 1945 — Волшебный кристалл
11. 1950 — В мирные дни
12. 1952 — Концерт мастеров украинского искусства
13. 1952 — В степях Украины
14. 1954 — «Богатырь» идёт в Марто
15. 1957 — Особое поручение
16. 1957 — Конец Чирвы-Козыря
17. 1958 — Два Фёдора
18. 1959 — Небо зовёт

## Награды
- Сталинская премия второй степени (1951) — за оперу «Молодая гвардия»
- Государственная премия УССР имени Т. Г. Шевченко (1991) — за цикл романсов на стихи советских поэтов и хоровой цикл на стихи А. Т. Твардовского
- заслуженный деятель искусств Туркменской ССР (1944)
- заслуженный деятель искусств Украинской ССР (1948)
- народный артист Украинской ССР (1973)
- два ордена Трудового Красного Знамени (24.11.1960; 1971)
- орден Дружбы народов (27.01.1983)
- медаль «За трудовую доблесть»
- другие медали